# Acció Republicana de Mallorca
Acció Republicana de Mallorca (ARM) va ser un partit polític republicà i mallorquinista creat el 1932 a Mallorca com a escissió del Partit Republicà Federal de Mallorca. Es trobava vinculat a l'Acció Republicana i el 1934 es fusionà amb el Partit Republicà Radical Socialista i altres grups.
La seva aparició respon al trencament entre Manuel Azaña i Alejandro Lerroux donant lloc a diverses formacions, tant per l'esquerra o per la dreta de l'espectre polític. Entre els seus fundadors es trobaven Emili Darder, Pere Oliver i Domenge, i Bernat Jofre entre d'altre.
Els seus membres havien participat en la redacció de l'Avantprojecte d'Estatut d'Autonomia i el 1933 tenien el control de 43 ajuntaments. Va controlar l'ajuntament de Palma amb altres formacions d'esquerra i exercí la batlia en la persona de Jofre (1932-1933) i Darder (1933-1934).
A les eleccions a Corts de 1933 es presentaren en una candidatura republicano-socialista amb el PSOE i el Partit Radical Socialista Independent. Els candidats d'ARM eren Francesc Carreras Reura i Maria Mayol Colom només essent elegit Carreras.
El gener del 1934 aparegué el seu òrgan República.
El 1934 va desaparèixer en ser cofundadora d'Esquerra Republicana Balear.